# Masacre (groupe péruvien)
Pour les articles homonymes, voir Masacre.
Masacre, également stylisé M.A.S.A.C.R.E., un acronyme de Metal Avanzando Siempre Ante Cualquier Rechazo Existente, est un groupe de heavy metal péruvien, originaire de Lima. Il est actuellement composé d'Adrián del Águila (voix), Coqui Tramontana, et Charlie Parra (guitares), Miguel Tuesta (basse) et Capi Baigorria (batterie). Le groupe est considéré par la presse spécialisée comme pionnier du genre au Pérou.

## Biographie
Masacre est formé en 1985 par Coqui Tramontana et les frères Miguel et Martín Tuesta, à cette période influencés par la NWOBHM, alors que le heavy metal en espagnol commençait à décliner. La première formation du groupe comprend aussi José Antonio Hernandez au chant, et Donald Rodriguez Quevedo à la batterie, outre les trois fondateurs. Pendant les deux années qui suivent, la place du chanteur est occupée par Aldo Linares Culebra, et le batteur de Pier Paolo de Bernardi. En 1988, Masacre enregistre son premier album, Sin piedad, avec Miguel Ángel Cervantes au chant, et Jorge Pelo Madueño alternant avec Pier Paolo de Bernardi. L'album est annoncé chez CBS Pérou, mais à cause de la forte crise économique qui touche le pays, CBS ferme ses portes à Lima et la sortie de Sin piedad se voit annulée.
À partir de 1990, le groupe se sépare, les frères Tuesta partant pour le Venezuela ; c'est pour cette raison que l'album Sin piedad est initialement  publié dans ce pays, puis au Pérou quelques années plus tard. En 1998, les frères Tuesta retournent à Lima et décident de reprendre le projet, cette fois avec Rafo McKee en remplacement de Coqui Tramontana à la guitare, Willy Hermoza à la batterie et Miguel Angel Cervantes à la voix. Pendant cette période de réunion, Masacre joue en soutien à Quiet Riot et Criminal, et un deuxième album, En vivo hasta el final, est enregistré et publié.
En l'an 2000, Daniel Pizarro incarne le groupe après le départ de Miguel Angel Cervantes. Pour leur troisième album, ils se consacrent à un style plus axé thrash metal et metal alternatif. L'album, intitulé Demoledor, est produit par Alberto Chino Chávez et publié en 2001.
En 2001, Martin Tuesta part pour les États-Unis en raison de son travail et sa place est occupée par Coqui Tramontana, fondateur de Masacre, qui revient après 12 ans d'absence. Avec cette formation, Masacre effectue plusieurs concerts au Pérou, en soutien à l'album, aux côtés de Rata Blanca et Transmetal. Pendant cette période, Masacre participe également à l'album hommage au groupe argentin V8, intitulé V8 no murió, avec le morceau Momento de luchar, et à l'album Tributo a Leucemia (1983-2003) avec le morceau Barras malditas.
En 2003, le groupe effectue un nouveau changement dans sa formation ; José Ruiz se joint à Rafo McKee à la guitare et, à ce stade, commencent la production de l'album suivant avec Germán Villacorta (Rage Against the Machine, Ozzy Osbourne, Alice Cooper). En 2004 sort En pie de guerra qui se verra adapté en anglais sous le titre On the Warpath. Juste après l'enregistrement de ces albums, le groupe accueille Hans Menacho pour remplacer le batteur Willy Hermoza. Cette année-là, Masacre est invité à l'Encuentro Latinoamericano de Heavy Metal à Madrid, en Espagne.
À la fin de 2006, Masacre présente son nouveau chanteur, Adrián Del Águila, avec qui il entame sa troisième étape. Avec cette formation, Masacre participe à l'album Tributo internacional Kraken (en hommage au groupe Kraken) en enregistrent le morceau Oculto. Un an plus tard, Hans Menacho emménage à Londres pour poursuivre ses études musicales, et laisse place au nouveau batteur Capi Baigorria. Avec cette nouvelle formation, Masacre fait office de groupe de soutien pour Paul Di'Anno en avril 2008 ; et en 2009, il est choisi comme groupe de soutien à Iron Maiden, à Lima, pendant la tournée mondiale Somewhere Back in Time.
Au milieu de l'année 2009, Jaqo Sangalli quitte le groupe pour étudier la production musicale au Canada, et laisse sa place à Charlie Parra del Riego, qui quittera le groupe en 2012 pour rejoindre le groupe canadien Kobra and the Lotus. En 2016, le groupe publie son nouvel album après dix ans, Versos del inframundo,.

## Discographie
- 1988 : Sin piedad
- 2001 : Demoledor
- 2004 : En pie de guerra
- 2006 : On the Warpath
- 2016 : Versos del inframundo